# یک جنگ خصوصی
یک جنگ خصوصی (انگلیسی: A Private War) فیلمی در ژانر درام زندگینامه‌ای محصول سال ۲۰۱۸ به کارگردانی متیو هاینمان و با بازی رزمند پایک در نقش روزنامه‌نگار ماری کالوین است. این فیلم بر اساس مقاله‌ای نوشتهٔ ماری برنر که در سال ۲۰۱۲ با عنوان «جنگ خصوصی ماری کالوین» در ونتی فر منتشر شد، ساخته شده‌است. جنگ خصوصی نوشتهٔ آرش عامل است و از بازیگران آن می‌توان به جیمی درنان، تام هولندر و استنلی توچی اشاره کرد. نمایش افتتاحیهٔ فیلم در جشنوارهٔ فیلم تورنتو ۲۰۱۸ بود و در تاریخ ۲ نوامبر ۲۰۱۸ در ایالات متحدهٔ آمریکا اکران شد. فیلم عموماً با نقدهای مثبت منتقدان مواجه شد که بازی پایک را ستودند.